# Bleed from Within
Bleed from Within est un groupe britannique de metalcore, originaire de Glasgow, en Écosse. Le groupe est actuellement composé du chanteur Scott Kennedy, du batteur Ali Richardson, du bassiste Davie Provan, du guitariste Craig Gowans, et du guitariste rythmique et chanteur Steven Jones. Le groupe compte sept albums studio et trois EP, dont le dernier, Zenith, est sorti le 4 avril 2025 sur le label Nuclear Blast.

## Histoire

### Formation et débuts (2005–2011)
Le groupe est formé à Glasgow où les membres se sont d'abord rencontrés  dans un club de jeunes où il reprenait des chansons de Lamb of God. La première tournée qui leur a permis de se faire connaître à grande échelle a lieu en 2010, lorsqu'ils ont assuré la première partie de Sylosis et de While She Sleeps lors du Metal Hammer Razor Tour. Au début de leur carrière, Bleed from Within tournent également avec Soilwork, All that Remains, After the Burial, Suicide Silence, Caliban et Rise to Remain.

### Uprising(2012–2016)
En août 2012, le groupe signe chez Century Media Records. Leurs discussions avec le label commencent lorsqu'ils sont approchés après leur performance au festival Graspop de 2011 en Belgique, où ils ont été appelés en remplacement. Après son annonce, Bleed From Within publie une déclaration très positive sur leur opportunité de rejoindre le roster du label : « Century Media a toujours été une référence en matière de diffusion de nouvelles musiques de pointe et on s'efforcera d'être à la hauteur de ce nom. » Entre septembre et novembre 2012, le groupe assure la première partie de While She Sleeps au Royaume-Uni, et devient la tête d'affiche d'une tournée autour de l'Europe avec Bury Tomorrow. Ils font la première partie de la tournée britannique de Miss May I en novembre/décembre, avant de commencer leurs sessions de studio
En mars 2013, le groupe effectue sa première tournée de l'année, en première partie de Testament en Europe. Le chanteur Scott Kennedy commentera la difficulté de jouer devant le public de Testament en citant l'âge moyen plus élevé du public et leur manque de familiarité avec la musique de Bleed from Within, mais il déclarera également qu'il sentait que le groupe avait fini par conquérir le public Le 25 mars 2013, le troisième album studio de Bleed from Within, Uprising, sort sur le label Century Media. Kennedy, en commentant l'album, déclare : « Même en colère, il est toujours positif. Il s'agit de regarder la lumière, et de se rendre compte qu'on est la seule personne à pouvoir changer les choses dans sa vie. » La batterie et le chant sont enregistrés avec le producteur Romesh Dodangoda, et les guitares et la basse avec Adam Getgood de Periphery. Uprising donne naissance à deux vidéos musicales ; l'une pour le single principal de l'album It Lives in Me et une autre pour le morceau titre. L'album est ensuite disponible en streaming avant sa sortie. Il se classe également au Royaume-Uni à la 13e place du UK Rock Chart. D'un point de vue critique, l'album est bien accueilli et loué pour sa production et son écriture améliorées, mais est également critiqué pour n'offrir que très peu d'innovations. Pour promouvoir l'album, le groupe se lance dans une tournée en tête d'affiche au Royaume-Uni.
En juin 2013, Bleed from Within assure la première partie de la tournée de quatre dates de Megadeth au Royaume-Uni. Le groupe s'est dit très enthousiaste à l'idée de faire la première partie de Megadeth, Kennedy commentant : « En tant que groupe de metal, aller faire la première partie de n'importe lequel des Big 4 est quelque chose que je n'aurais jamais cru possible. » Leurs prestations avec Megadeth sont largement acclamées par la critique malgré des rapports faisant état de réactions ambivalentes de la part du public. Le journaliste musical anglais Malcolm Dome a ainsi déclaré : « Bleed from Within nous fait de la peine [...] [ils] n'obtiennent pas autant d'attention de la part de la foule, et ils méritent plus. » Plus tard dans le mois, le groupe est récompensé par la publication britannique Metal Hammer à ses Golden Gods Awards dans la catégorie du « meilleur nouveau groupe ». En novembre 2013, Bleed from Within devient l'un des quatre groupes aux côtés de Amon Amarth, Hell et Carcass pour la tournée Defenders of the Faith IV de Metal Hammer.
En avril 2014, le groupe annonce avoir lancé une campagne Indiegogo pour aider au financement participatif d'un EP 4 titres, qui servirait de pont entre Uprising et leur quatrième album studio.

### Era(2017–2019)
En 2017, Steven Jones est annoncé pour rejoindre le groupe en tant que nouveau guitariste, quelqu'un d'autre en remplacement de l'ajout Martyn Evans au chant clair. Il est ensuite annoncé en décembre que Bleed from Within avait fini de travailler sur un nouvel album studio prévu pour le début de 2018 et que le premier single serait publié en janvier 2018.
Le quatrième album du groupe, Era, sort le 6 avril 2018. Le premier single de l'album, Alive, sort le 19 janvier 2018.

### FractureetShrine(depuis 2020)
Le 29 novembre 2019, le groupe sort un nouveau single The End of All We Know et confirme également que le groupe travaille sur un nouvel album, qui sera plus tard intitulé The Fracture et sortira le 29 mai 2020. Matt Heafy de Trivium effectue un solo invité sur The Night Crossing de Fracture. Le 12 novembre 2021, le groupe sort un nouveau single intitulé I Am Damnation et annonce sa signature avec le label de metal Nuclear Blast Records.
Le 3 mars 2022, Bleed From Within annonce que leur sixième album studio Shrine sortirait le 3 juin 2022 chez Nuclear Blast, et publie le deuxième single de l'album Levitate. Le troisième single de l'album, Stand Down, est sorti le 14 avril 2023, suivi du quatrième single, The Flesh and Stone, le 12 mai 2023.

## Discographie

### Albums studio
- 2009 - Humanity (Rising Records)
- 2010 - Empire (Rising Records)
- 2013 - Uprising (Century Media Records)
- 2018 - Era (Century Media Records)
- 2020 - Fracture (Century Media Records)
- 2022 - Shrine (Nuclear Blast)
- 2025 - Zenith (Nuclear Blast)